# فرودگاه چاندالار لیک
فرودگاه چاندالار لیک (به انگلیسی: Chandalar Lake Airport) یک فرودگاه همگانی بهره‌برداری هوایی با کد یاتا WCR است که یک باند فرود شن دارد و طول باند آن ۹۱۴ متر است. این فرودگاه در کشور ایالات متحده آمریکا قرار دارد و در ارتفاع ۵۸۵ متری از سطح دریا واقع شده‌است.